# Henri Donnedieu de Vabres
Pour les articles homonymes, voir Donnedieu de Vabres.
Henri Donnedieu de Vabres, né le 8 juillet 1880 à Nîmes et mort 14 février 1952 à Paris 6e, est un professeur de droit français, qui a été l'un des quatre juges titulaires du procès de Nuremberg en 1945.

## Avant la Seconde Guerre mondiale
Henri Donnedieu de Vabres fait ses études à l'Université de Montpellier, il est licencié ès lettres et docteur en droit.
Il est agrégé des facultés de droit en 1906 après avoir soutenu une leçon sur De la vente sous condition résolutoire.lire en ligne sur Gallica
En 1914, il est chargé d’un cours de procédure civile à l’université de Montpellier. Après la Grande Guerre, il est nommé professeur à la Faculté de droit de Paris où il occupe pendant trente ans la chaire de droit criminel. Parallèlement, il s’oriente vers le droit pénal international ce qui l’amène à participer à de nombreuses réunions à Paris, en Europe et aux États-Unis.
En 1928, il publie un livre qui fait référence, Les Principes modernes du droit pénal international. Cet ouvrage a été réédité en France en 2005 en raison de son « étonnante actualité ». Dans sa conclusion, il écrivait : « Seul l’attachement de la loi pénale à une idée d’obligation morale fait reconnaître à ses prescriptions une valeur obligatoire pour l’humanité tout entière… Seul un droit supérieur à l’État peut prétendre au privilège de l’universalité… »
Favorable à l’application par les tribunaux nationaux des lois pénales étrangères et à la reconnaissance de la valeur internationale des jugements répressifs, Henri Donnedieu de Vabres prédisait l’effacement de la diversité des lois pénales.
Ses contributions sont multiples : il est l'un des fondateurs et principaux animateurs de la Revue de science criminelle et de droit pénal comparé, membre du comité de direction de la Revue internationale de droit pénal, collaborateur des Études criminologiques, vice-président de la Société générale des prisons, président de la Société de médecine légale, président de la Société de patronage des prisonniers libérés protestants, président du Patronage des jeunes garçons en danger moral.
Ses travaux sont également reconnus par les autorités civiles et juridiques qui le sollicitent afin d’assurer de multiples responsabilités. Il se voit ainsi confier la présidence de la commission chargée de la révision du code de procédure criminelle.

## Procès de Nuremberg
En 1945, au procès de Nuremberg, il est l’un des quatre juges titulaires, représentant la justice française ; son juge suppléant était Robert Falco, conseiller à la Cour de Cassation.
Durant le procès, il se rapproche du président du tribunal, l’Anglais Geoffrey Lawrence, qui veille à une procédure méthodique et équitable. Il est inquiet en revanche de la rigueur de la délégation soviétique, et dans une certaine mesure de celle des États-Unis qui dominent le procès par leur volonté politique et grâce à leurs ressources judiciaires, financières et logistiques.
Il s'oppose à l'inculpation de crime contre la paix, la notion lui apparaît comme trop large et imprécise pour être utilisée dans un procès aussi monumental. Parallèlement, il proteste aussi fortement contre la condamnation du Generaloberst Alfred Jodl, déclarant que la condamnation d'un soldat de carrière n'ayant aucune allégeance à l'égard du Parti nazi constitue une erreur judiciaire. Cette déclaration est reprise par le München Hauptspruchkammer (cour de dénazification allemande) dans son jugement du 3 mars 1953, permettant à la veuve d'Alfred Jodl d'obtenir une pension de veuvage - et affirmant que Jodl n'aurait pas dû être condamné à mort lors du procès de Nuremberg (cette décision est révoquée la même année, la pension étant toutefois versée à la veuve).
Il est aussi celui qui suggére qu'un peloton d'exécution serait une méthode d'exécution plus honorable pour les condamnés à mort. Cette suggestion est fortement contestée par le juge américain Francis Biddle et le juge soviétique Iona Nikitchenko. L'exécution par pendaison est finalement retenue.

## Après la guerre
En 1946-1947, il professe un cours à l’Institut de criminologie de Paris sur le procès de Nuremberg, ainsi qu’à l’Académie internationale de La Haye.
Avec Vespasian V. Pella et Raphael Lemkin (le professeur de droit qui crée et définit le terme "génocide" dans son livre Axis Rule in Occupied Europe publié en 1944), il est consulté par John Peters Humphrey pour préparer la Convention sur la prévention du génocide de l'ONU.
Il participe activement aux travaux des commissions créées au sein de l’ONU, pour l’établissement d’un « code des crimes contre la paix et la sécurité de l’humanité » et pour l’institution d’une cour criminelle permanente. Il ne se dissimule pas l’extrême difficulté de cette tâche qu'il ne put achever.
En 1949, il propose un projet de réforme de la procédure pénale française, qui n'aboutit pas.
Il est mort dans le 6e arrondissement de Paris le 14 février 1952.

## Famille
Henri Donnedieu de Vabres a cinq enfants, dont deux conseillers d’État (Jacques et Jean). Il est le grand-père du ministre Renaud Donnedieu de Vabres.

## Controverse
Laurence Leturmy et Michel Massé, de l'université de Poitiers, créent en 2020 une controverse en reprochant au livre Retour à Lemberg de Philippe Sands (2016) d'avoir mis en parallèle l'étonnante opposition de Donnedieu de Vabres à la peine de mort pour Hans Frank lors du procès de Nuremberg, et le fait qu'il a dîné avec lui en compagnie de Julius Streicher en 1935,. Hans Frank était jugé pour son rôle comme tout puissant gouverneur du Gouvernement général de Pologne, où quatre des pires centres d'extermination nazis avaient opéré (Chelmno, Belzec, Sobibor et Treblinka), tandis que son volumineux journal, fréquemment cité durant le procès, attestait de son implication. Le juge américain Francis Biddle avait noté à ce propos que Vabres était « étonnamment tendre ».
Ce dîner avec Frank et Streicher a créé une situation que Vabres lui-même, à l'époque, considérait gênante comme juge, selon ce qu'en rapporte le second juge français au procès de Nuremberg, Robert Falco. Le neveu de Vabres, Yves Beigbeder, assistant de son oncle lors du procès de Nuremberg devenu ensuite expert en droit international, estime quant à lui le fait « embêtant [...] Peut-être Donnedieu vivait-il sur un nuage ? ».

## Publications
- Traité élémentaire de droit criminel et de législation pénale comparée, Paris, 1937, Sirey, 1066 p. lire en ligne sur Gallica
- Introduction à l'étude du droit pénal international : essai d'histoire et de critique sur la compétence criminelle dans les rapports avec l'étranger, Paris 1922, Sirey 482 p lire en ligne sur Gallica
- La justice pénale d'aujourd'hui (3e éd.), Paris, 1948, Armand Colin, 248 p. lire en ligne sur Gallica
- Les principes modernes du droit pénal international, Paris, 1928, Recueil Sirey, 470 p. lire en ligne sur Gallica

## Pour approfondir